# 泰森斯
泰森斯（又名Tysons Corner，泰森斯角）是美国弗吉尼亚州费尔法克斯县的普查规定居民点和非建制地區、边缘城市以及中央商业区和区域商业中心。 該地擁有是两个超级区域性购物中心-泰森斯角购物中心和泰森斯广场，并且該地還是國際通信衛星公司、DXC Technology、甘尼特、希爾頓全球酒店集團、房地美、第一資本和博思艾伦汉密尔顿控股公司等众多公司的总部所在地。 根據2010年美國人口普查 ，該地人口为19,627。 
该地最初被称为桃树林（Peach Grove），南北战争後，其名称改为泰森十字路口（Tysons Crossroads）。 威廉·泰森（William Tyson）来自於马里兰州塞西尔县，他从劳伦斯·福斯特手中购买了一块土地。 1854年至1866年，泰森担任桃树林邮局（Peach Grove Post Office）邮政局长。桃树林邮局成立于1851年4月22日，現已停業。